# Kissenia
Kissenia es un género con dos especies de plantas fanerógamas perteneciente a la familia Loasaceae. Las plantas se encuentran distribuidas en el sur de África, el cuerno de África, y en la península arábiga.

## Taxonomía
El género fue descrito por Robert Brown y Stephan Endlicher en 1842. La especie tipo es: Kissenia capensis Endl.

## Especies aceptadas
A continuación se brinda un listado de las especies del género Kissenia  aceptadas hasta septiembre de 2014, ordenadas alfabéticamente. Para cada una se indica el nombre binomial seguido del autor, abreviado según las convenciones y usos.	
- Kissenia capensis Endl.
- Kissenia spathulata R.Br. ex T.Anderson